# Sedlec (Prag)
Sedlec är sedan 1921 en stadsdel i Tjeckiens huvudstad Prag. Sedan 1961 tillhör den stadsdistriktet (městský obvod) Prag 6 och sedan 2005 är den delad mellan den mindre stadsdelskommunen (městská část) med samma namn och Praha-Suchdol. Sedlec ligger 186 meter över havet och antalet invånare är 178.